# 弥富市コミュニティバス
弥富市コミュニティバス（やとみしコミュニティバス）は、愛知県弥富市が三重交通に運行を委託しているコミュニティバス。愛称はきんちゃんバス。

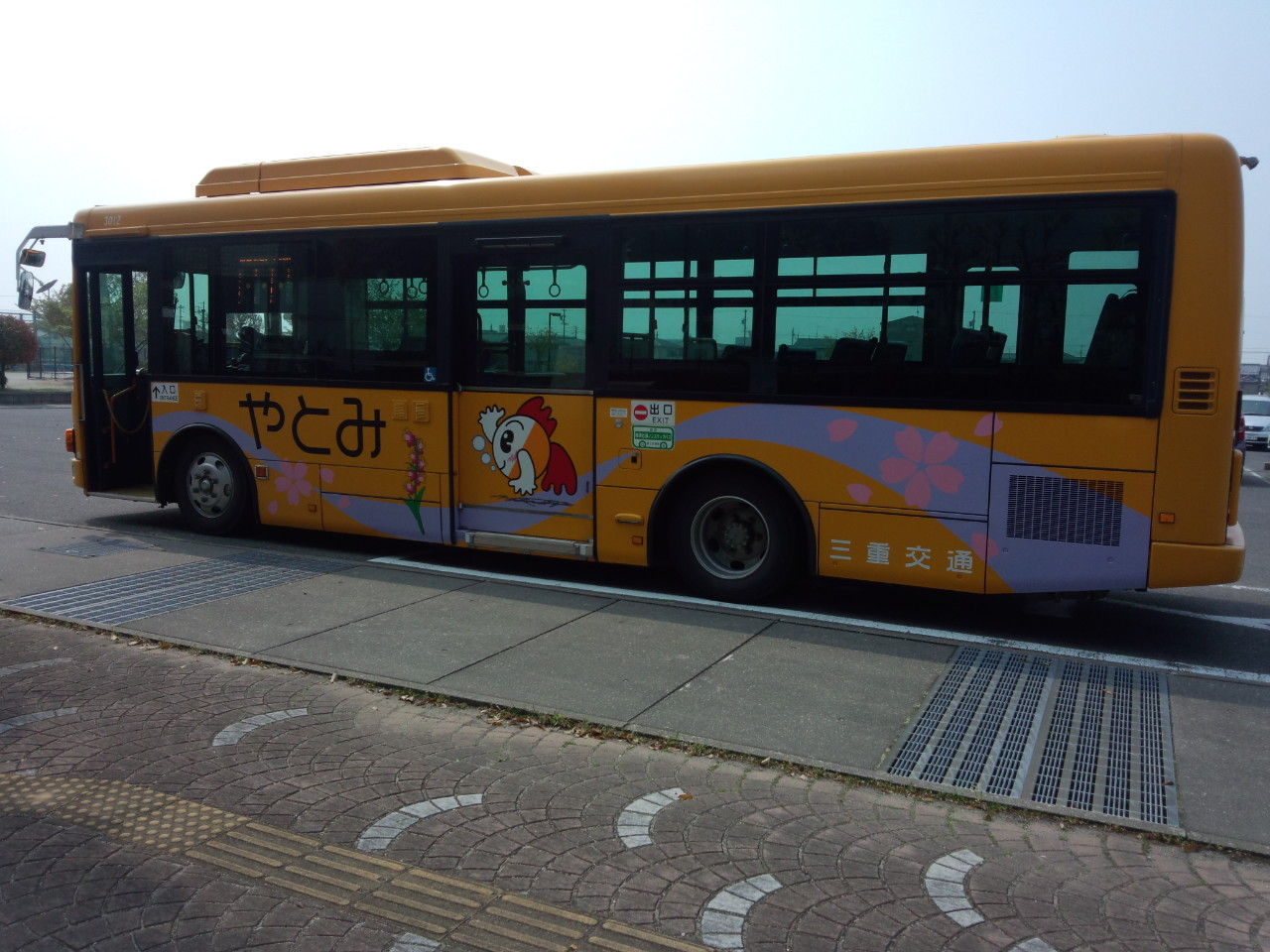
”きんちゃんバス”こと弥富市コミュニティバス

## 概要
2010年（平成22年）6月21日から運行開始。
高齢化社会に伴い増加した高齢者の移動手段の確保や障がい者のバリアフリー化・公共交通空白地域の解消を目的として、高齢者と障がい者限定で1999年（平成11年）から弥富町巡回福祉バスを運行していたが、変更によりコミュニティバス化したことで、誰でも乗車可能となった。ただし福祉バス利用者は無料であったが、コミュニティバス変更後は75歳以上利用者を除き有料となっている。
祝日を除く月〜土曜日の営業で、北部ルート・東部ルート・南部ルートの3系統に分かれ弥富市内を運行している。
「きんちゃんバス」の由来は弥富市公式キャラクターである”きんちゃん”から称しており、新しく導入した中型バスには”きんちゃん”のイラストが描かれた黄緑色とオレンジ色の2種類の車体がある。三重交通で旧来使用されていた大型バスも利用されている。
利用者数は徐々に伸び、2012年（平成24年）度の利用者数は68,798人。

## 運賃
大人200円・高校生100円・障がい者（手帳所持者）および同伴の介護者、75歳以上と中学生以下は無料。
運賃は距離に関係なく上記均一。乗継券を提示すれば追加料金なしで他ルートに乗り継ぐこともできる。乗継券は運転手に申請すると発行してもらえる。

### 回数券
回数券は大人12枚2000円。高校生は12枚1000円。
バス車内のほか、弥富市役所市民協働課、鍋田支所、十四山支所、総合福祉センター、十四山総合福祉センターで購入できる。

### 定期券・シルバーパス
定期券は大人1か月6000円・3か月17100円・6か月32400円で販売。高校生・65歳以上（シルバーパス）はその半額で販売。
新規は使用開始7日前、継続は期限切れ日14日前から受付。
申込みは事前予約制で、毎週日曜日までの申し込み分を水曜日以降から販売。バス車内の申し込みほか、弥富市役所市民協働課での申し込み、三重交通桑名営業所へFAXまたは郵送での申し込みを行う。
定期券の販売・受取は弥富市役所市民協働課・弥富市役所図書館にて行う。

## 運行日
日曜・祝日・年末年始（12月29日〜1月3日）は運休。平日と土曜日の運行となっており、ダイヤは平日ダイヤと土曜ダイヤに分かれている。
南部ルートの潮見台霊園は盆（8月12日〜8月16日）および春分の日と秋分の日の前3日間の平日・土曜日のみ運行。

## サイクルアンドバスライド
6箇所のバス停に駐輪場が設けられており、自宅などから自転車でバス停に向かうことができる。

### 利用できるバス停
- 総合福祉センター
- 十四山総合福祉センター
- 十四山支所
- 白鳥コミュニティセンター
- 鍋田支所
- 鍋田公民館
- 南部コミュニティセンター

## 路線
いずれのルートも左回り・右回りの運行。以下では原則左回りを記載する。（右回りはその逆。）
北部ルート
- 総合福祉センター - イオンタウン - 近鉄弥富駅南口 - 弥富市役所 - 海南病院 - 平島中タウンパーク( - 佐古木) - 佐古木駅 - 白鳥コミュニティセンター - イオンタウン - 総合福祉センター
- 近鉄弥富駅南口 - 弥富市役所 - 海南病院 - 平島中タウンパーク - 佐古木駅 - 白鳥コミュニティセンター - 総合福祉センター - イオンタウン - 近鉄弥富駅北口（左回り最終便）

国道1号上の佐古木バス停には右回りのみ停車。
南部ルート
鍋田地区を巡回し市中心部とを連絡する路線。通勤通学需要を考慮し、全便で経路の一部をショートカットしているほか、区間便も多数運行されている。沿線には潮見台霊園（季節運行）や総合福祉センター、イオンタウン弥富、近鉄弥富駅、弥富市役所、弥富まちなか交流館（弥富市立図書館、弥富市歴史民俗資料館）、愛知黎明高等学校、海南こどもの国、森津の藤公園、弥富野鳥園、名古屋競馬場、川崎重工業名古屋第一工場などがある。
東部ルート
- 総合福祉センター - イオンタウン - 近鉄弥富駅南口 - 弥富市役所 - 海南病院 - 海南こどもの国北 - 十四山総合福祉センター - 十四山支所 - 亀ヶ地 - 善太橋西 - 佐古木駅( - 佐古木) - 五斗山 - 海南病院 - 弥富市役所 - 近鉄弥富駅南口 (- イオンタウン - 総合福祉センター)

国道1号上の佐古木バス停には左回りのみ停車。
亀ヶ地、善太橋西では飛島公共交通バス蟹江線（蟹江町方面）との乗り継ぎがある程度考慮されている。
平日は2.5往復、土曜日は2往復の運行である。

## 沿革
- 1999年4月1日 - 弥富町巡回福祉バスを3系統で運行開始。
- 2003年1月7日 - 弥富いこいの里オープンに伴い、路線を再編。4系統となる。
- 2004年5月1日 - 5系統となる。
- 2005年6月1日 - E系統を近鉄弥富駅南口まで延伸。
- 2006年4月1日 - 弥富町・十四山村合併にともない、路線を変更。Aコースは旧十四山村内へ路線を拡大。
- 2007年6月1日 - 経路・ダイヤ変更。1両増車し、4両となる。
- 2010年
  - 6月19日 - 弥富市巡回福祉バス運行終了。
  - 6月21日 - 弥富市コミュニティバスの実証運行を開始。ルートを東部ルート・北部ルート・南部ルートの3系統に再編、中型ノンステップバス（いすゞ・エルガミオ）2台を導入。
- 2011年4月1日 - 実証運行を終了し、本格運行が始まる。臨海部に4か所のバス停を設け、定期券の発行を開始。鍋田支所、南部コミュニティーセンター、十四山支所、十四山総合福祉センターの計4か所の駐輪場を設け、サイクルアンドバスライドの運用を始める。
- 2013年10月1日 - アンケート結果と実態調査を基に改変。北部ルートの朝夕時間帯を減便、東部ルートのダイヤを飛島公共交通バス蟹江線のダイヤに合わせて変更。サイクルアンドバスライド駐輪場を総合福祉センター、白鳥コミュニティセンターの2か所増加で計6か所となる。